# マリア・パパドプール
マリア・パパドプール（Maria Papadopoulou, 1985年2月1日 - ）は、日本を拠点に活動するスウェーデン出身の女優、タレント、モデル、 ドラァグクイーン。スウェーデン語、英語、日本語、ギリシャ語の4か国語を操る。

## 人物
東京都を活動拠点とするマリアは、スウェーデンとギリシャにルーツを持つ女優でありパフォーマーである。イギリスのシェフィールド大学に進学後、来日する。これまでに、東京インターナショナルプレイヤーズや東京シアターフォーチルドレンによる数多くの舞台に出演してきた。また、インディペンデント映像制作チーム Tokyo Cowboys にも携わっており、出演や監督も務めている。
2020年より、「ミス・リーディング」という名前でドラァグクイーンとして活動している。

## 出演

### テレビ番組
- SPEC〜零〜（TBSテレビ、2013年10月）
- 日本行ってみたらホントはこんなトコだった！？ （フジテレビ、2013年11月）
- Till Death（2016年）[5] - ジョー 役
- The Wheel（2017年）[6]

### ネット配信ドラマ
- The Benza（Amazon Prime Video, 2019年） - マリア 役[7]
- Benza English（Amazon Prime Video, 2020年） - マリア 役[8]

### 短編映画
- Nopperabou（2015年）
- Jikininki（2016年）[9]

### 広告
- キリン一番搾り[10][11]
- Lenoir
- PUNYUS[12]
- Lumine
- Slender Tone[13]
- P&G
- ユニクロ[14]
- Glo (加熱式タバコ)[15]

### 舞台
- Chess 2014
- A Flea in her Ear（2015年）
- The Rocky Horror Show（2015年）
- The Language Archives（2016年）
- The Stinky Cheeseman（2016年）
- Sweeny Todd（2017年）
- Captain Starblaster（2017年）
- The Big Bad Musical（2018年）

## 受賞歴
- Cult Critic Film Awards 助演女優賞（『Benza English』）[16]